# Kennedy Goss
Kennedy Goss (ur. 19 sierpnia 1996 w Toronto) – kanadyjska pływaczka, specjalizująca się w stylu dowolnym, brązowa medalistka igrzysk olimpijskich w sztafecie 4 × 200 m stylem dowolnym i mistrzyni świata na krótkim basenie (2016). 

## Kariera pływacka
W 2013 roku na igrzyskach kanadyjskich zdobyła siedem medali, w tym pięć złotych na dystansie 200 m stylem dowolnym, 100 m stylem grzbietowym, w sztafetach kraulowych 4 × 100 m i 4 × 200 m oraz w sztafecie 4 × 100 m stylem zmiennym.
Dwa lata później, podczas mistrzostw świata w Kazaniu płynęła w sztafecie 4 × 200 m stylem dowolnym. Kanadyjki nie zakwalifikowały się do finału i zajęły ostatecznie 11. miejsce.
Na igrzyskach olimpijskich w Rio de Janeiro w 2016 roku płynęła w wyścigu eliminacyjnym sztafet kraulowych 4 × 200 m. Otrzymała brązowy medal po tym jak reprezentantki Kanady zajęły w finale trzecie miejsce. 

## Życie prywatne
Jej ojcem jest Sandy Goss, pływak i dwukrotny srebrny medalista igrzysk olimpijskich z 1984 i 1988 roku.